# Pol-e Hisar
Pol-e Hisar, eller Pul-e Hisar är ett distrikt i Afghanistan. Det ligger i provinsen Baghlan, i den nordöstra delen av landet, 120 kilometer norr om huvudstaden Kabul.
Distriktet beräknades år 2022 ha cirka 32 000 invånare.